# Oskar Rudolf Schlag
Oskar Rudolph Schlag (Osterhofen, Niederbayern, 22 de marzo de 1907 - Zúrich, 29 de noviembre de 1990) fue un psicoterapeuta, grafólogo, escritor y esoterista suizo-alemán. En 1930 Schlag se trasladó a Zúrich, donde tomó contacto con el círculo de Eugen Bleuler y Carl Gustav Jung. Schlag estaba interesado en especial por la profundidad de la psicología de Jung. Desde 1962 trabajó sobre todo como grafólogo y psicoterapeuta en Zúrich.